# Années 560
Les années 560 couvrent la période de 560 à 569.

## Événements
- Après 560, Grande-Bretagne : les Anglo-saxons reprennent leur progression vers l'Ouest repoussant ou soumettant les populations romano-britanniques. Fin de l’émigration progressive des Angles, des Saxons et des Jutes en Grande-Bretagne[1].

- 560 : l'empire des Avars s'étend de l'embouchure du Danube jusqu'au Don[2].
- 561 :
  - division du royaume franc à la mort de Clotaire Ier[3].
  - nouvelle paix entre la Perse et l'empire byzantin[4].
- 561-562 : recrudescence de la peste de Justinien en Orient (Cilicie, Syrie, Mésopotamie, Perse)[5].
- 562 : arrivée des Avars sur le Danube[6].
- 563-567 : en Asie centrale, les Hephtalites sont vaincus par les Perses et les Köktürks, qui se partagent la Bactriane de part et d'autre de l'Oxus[7]. La Sogdiane, divisée en petites principautés, avec Samarkand comme ville principale, reste le principal foyer du commerce de la soie.
- 568 : les Lombards envahissent l'Italie[8]. Meurtre de la reine Galswinthe et début du conflit entre Frédégonde et Brunehilde[9].

## Personnages significatifs
- Alboïn
- Caribert Ier
- Chilpéric Ier (roi des Francs)
- Colomba d'Iona
- Chramn
- Galswinthe
- Gontran (roi)
- Jean III (pape)
- Justinien
- Justin II
- Khosro Ier
- Sigebert Ier
- Venance Fortunat